# Nordenham
Nordenham ist mit 25.889 Einwohnern die größte Stadt des Landkreises Wesermarsch in Niedersachsen und eine selbständige Gemeinde. Die Mittelstadt gehört zur Region Oldenburger Land sowie seit 2005 zur europäischen Metropolregion Nordwest.

## Geografie

### Geografische Lage

Nordenham an der Wesermündung

Nordenham liegt am Westufer der Weser gegenüber von Bremerhaven an deren Mündung in die Nordsee, und nördlich der Städte Bremen und Oldenburg (Oldb.). Die Umgebung besteht aus Marschland.

### Stadtgliederung
Nordenham ist in folgende 35 Ortsteile unterteilt: Abbehausen, Abbehauser Groden, Abbehauser Hörne, Abbehauserwisch, Atens, Atenserfeld, Blexen, Blexersande, Blexerwurp, Bulterweg, Butterburg, Einswarden, Ellwürden, Enjebuhr, Esenshamm, Esenshammer Altendeich, Esenshammer Oberdeich, Esenshammergroden, Friedrich-August-Hütte, Grebswarden, Großensiel, Havendorf, Heering, Hoffe, Kloster, Moorseersand, Oberdeich, Phiesewarden, Rahden, Sarve, Schockumerdeich, Schweewarden, Schütting, Tettens, Treuenfeld, Volkers.
Zum Stadtgebiet gehören auch die beiden Inseln Langlütjen I und Langlütjen II.

## Geschichte

### Vorgeschichte
Vermutlich im 7./6. Jahrhundert v. Chr. kam es zu einer Erstbesiedlung im Raum der heutigen Stadt Nordenham. Sturmfluten führten aber zu einer Aufgabe der Siedlungen. Wohl ab dem 1. Jahrhundert v. Chr. wurden dann wieder Siedlungen auf Wurten, wie im heutigen Stadtteil Einswarden, nachgewiesen, wo 1938 unter ungünstigen Umständen gegraben werden musste.

### Mittelalter
Der Stadtteil Blexen ist einer der ältesten Orte Nordenhams und der Wesermarsch (erste Besiedelung nachgewiesen im 7. Jahrhundert n. Chr.). Er wurde 789 erstmals urkundlich erwähnt aus Anlass des Todes des Bischofs Willehad.
Die Blexer St.-Hippolyt-Kirche wurde im Laufe der nächsten Jahrhunderte zur Wallfahrtskirche. Im Zuge der Oldenburgischen Verwaltungsreform 1933 verlor Blexen seine Selbstständigkeit und wurde dem Stadtgebiet Nordenhams zugeschlagen.
Das heutige Stadtgebiet gehörte im Mittelalter zur autonomen friesischen Landesgemeinde Rüstringen, der terra Rustringie. Die „freien Friesen“ beanspruchten damals, dass kein Herr über ihnen stehe außer dem Kaiser. Nach außen hin wurden die Landesgemeinden durch die Redjeven vertreten. Im Juni 1220 schließen 16 Rüstringer Vertreter einen Vertrag mit der Stadt Bremen, um die Rechtssicherheit zu erhöhen und den Handelsverkehr zu regeln. Zu ihnen gehören auch Boyco de Haventhorpe (Havendorf), Everardus de Esmundeshem (Esenshamm) und Thancte de Blekence (Blexen).
Ab dem 14. Jahrhundert setzte sich in Rüstringen, wie auch im übrigen Friesland, ein Häuptling an die Spitze der Landesgemeinde. 1395 suchten die Vitalienbrüder Zuflucht bei den friesischen Häuptlingen und störten als Seeräuber die Handelswege entlang der Nordseeküste. Die Stadt Bremen versuchte daher durch Stützpunkte entlang der Weser für mehr Sicherheit zu sorgen, Blexen wurde einer dieser Stützpunkte. Verschiedene Blexer und Stadländer Häuptlinge arbeiteten mit den Bremer Kaufleuten zusammen, um den Schiffsverkehr an der Wesermündung vor Piraterie zu schützen.

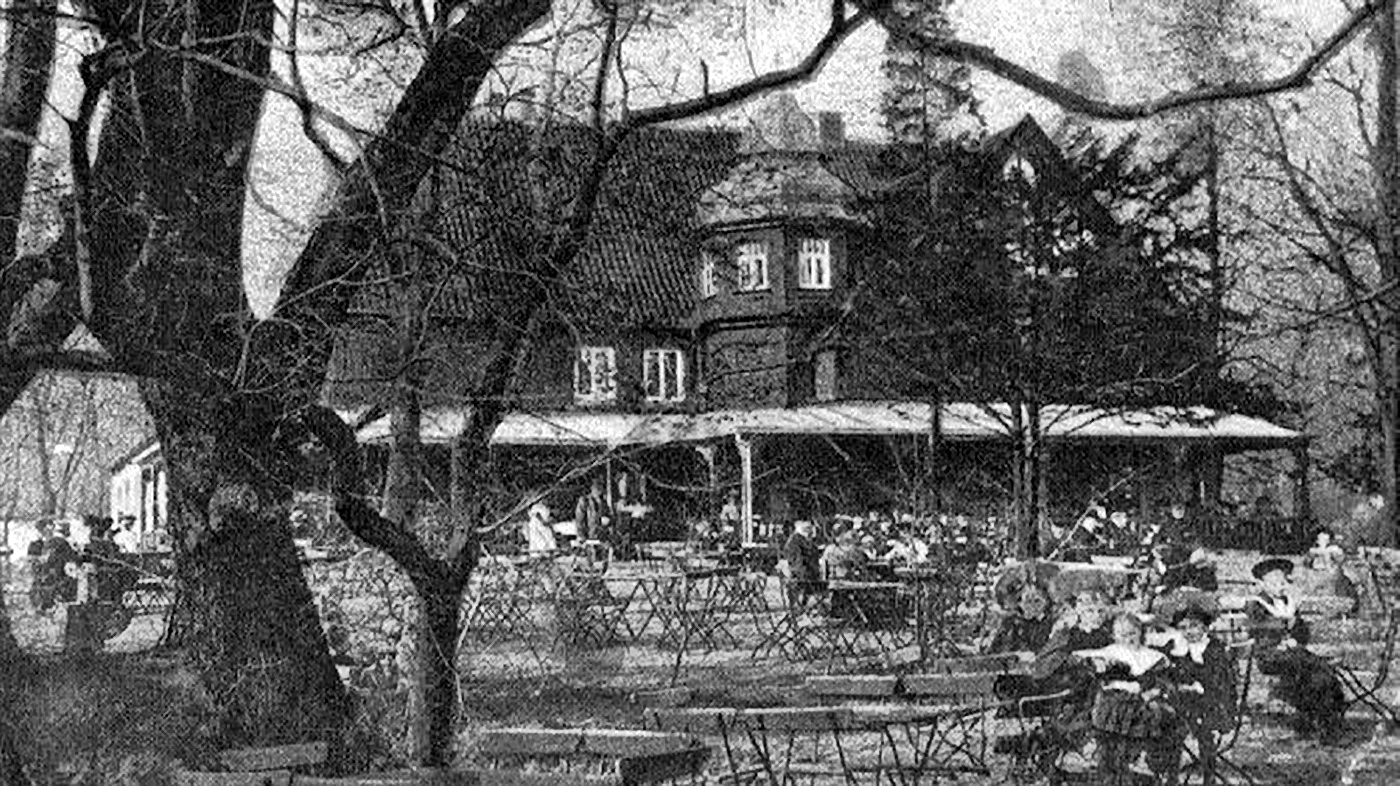
Die Gaststätte Friedeburg

Im Jahre 1404 bauten die Bremer nahe dem Dorf (und späteren Ortsteil) Atens eine Befestigungsanlage, die Vredeborch (‚Friedeburg‘). Von hier aus zogen sie gegen die aufständischen Einwohner Butjadingens und Stadlands zu Felde. Der nördliche Teil der Wesermarsch war zu diesem Zeitpunkt noch eine Insel und wurde durch die Heete vom Festland getrennt. Erst um 1450 wurde die Heete durchdeicht. Die Gaststätte Friedeburg des Stadtgründers Wilhelm Müller wurde 1956/57 abgerissen. Hier soll auch die ehemalige Vredeborch gelegen haben.

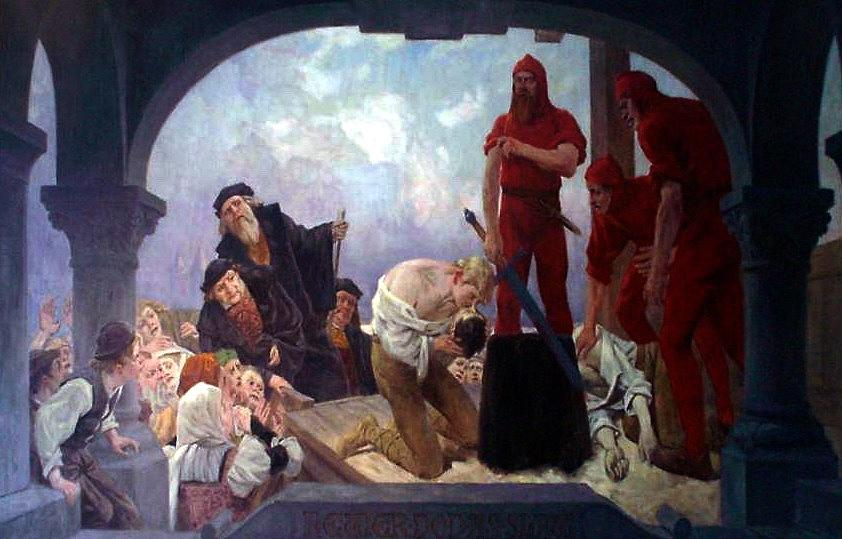
Der Bruderkuß (1893)

Die Präsenz der Bremer sorgte einerseits für Misstrauen von Seiten der Oldenburger Grafen, die selbst ihre Macht über Butjadingen ausweiten wollten und andererseits für Konflikte mit den übrigen Butjadinger Häuptlingen, die Fehden gegen die Bremer ausriefen. Im Zuge dieser Konflikte stellten sich auch die Söhne des Stadländer Häuptlings Dide Lubben (Didde Lübben), Dude und Gerold, gegen die Bremer. 1418 überfielen sie die Friedeburg zusammen mit ca. 50 weiteren Männern. Der Überfall scheiterte und die beiden Lubbens wurden in Bremen hingerichtet. Der Sage nach habe der jüngere Bruder Gerold den abgeschlagenen Kopf seines Bruders Dude aufgehoben und geküsst. Ob dieser Brudergeste bot der Bremer Rat Gerold die Freiheit, wenn er eine Bürgertochter ehelichen würde. Gerold lehnte dies jedoch ab, er würde sich die Freiheit lieber erkaufen. Dies wurde vom Rat der Bremer abgelehnt und auch er wurde hingerichtet. Die Hinrichtungsszene wurde 1894 in einem Fresko des Malers Hugo Zieger unter dem Titel Der Bruderkuß als Symbol des friesischen Freiheitswillens umstilisiert. Das Fresko ist heute im Museum Nordenham ausgestellt.
1419 versuchte Bremen schließlich, die verbliebenen Butjadinger Häuptlinge zu besiegen, Egge Herings von Blexen und Lubbe Sibets von Burhave, die die örtlichen Kirche als Befestigungsanlagen benutzten. Beide wurden geschlagen. 1424 kamen die ostfriesischen Häuptlinge Ocko II. tom Brok und Focko Ukena von Leer den Butjadinger und Stadländer Hauptlingen zu Hilfe – aus friesischer Solidarität („van Vreschlandes wegene“) und um Rache zu üben wegen der Hinrichtung der Lubben-Söhne. Dennoch konnte am 29. Juli 1424 ein Kompromiss geschlossen werden: Die Bremer verzichteten ebenso wie die ostfriesischen Häuptlinge auf die Herrschaft über Butjadingen. Die Häuptlinge kehrten jedoch nicht zurück, die von den Bremern 1419 wiedereingesetzte Redjevenverfassung blieb bis zur Eroberung durch die Oldenburger bestehen.
Gegen Ende des 15. Jahrhunderts geriet Butjadingen unter den Einfluss des Grafen Edzards I. von Ostfriesland. Im Rahmen der Sächsischen Fehde griffen die vereinigten Herzöge von Braunschweig-Lüneburg und der Graf von Oldenburg Edzard an und im Januar 1514 wurde Butjadingen von diesen erobert. Oldenburg erhielt zunächst das Stadland mit Esenshamm und Abbehausen als Allodium, 1517 musste Graf Johann V. von Oldenburg das Gebiet als Lehen von Herzog Heinrich dem Jüngeren von Braunschweig-Wolfenbüttel nehmen. Butjadingen wurde unter den Welfenherzögen aufgeteilt. In Blexen sollte vermutlich ein welfisches Herrschaftszentrum entstehen, um für die Fürsten Zölle einzunehmen und Butjadingen zu verwalten. Aber nach einem 1515 gescheiterten Aufstand der Butjadinger Bauern veräußerten die welfischen Herzöge nach und nach ihren Besitz an den Oldenburger Grafen, so dass 1523 Butjadingen endgültig oldenburgisch wurde. Die Landesherrschaft übte der Graf über die neugeschaffene Burg in Ovelgönne aus.
Im Jahre 1505 entstand das Karmeliterklosters zu Atens, vermutlich an der Stelle der heutigen Atenser Kirche. Der Prior des Karmeliterklosters zu Appingen bei Greetsiel und Vertrauter Edzards I., Johannes Kruse, versuchte, einen Konvent der Karmeliter in Atens zu etablieren. 1513 wurde das neue Kloster in den Karmeliterorden aufgenommen. Johannes Kruse blieb mit Unterbrechungen bis 1528 der Prior des Klosters Atens, sein Nachfolger wurde Petrus de Monte. Bereits 1530 war durch die Reformation das Kloster verödet.

### 16. bis 19. Jahrhundert
Nachdem der Oldenburger Graf die Herrschaft über Butjadingen errungen hatte, wurden viel in die Erschließung des Marschlandes investiert. Eindeichungen und der Bau von Vorwerken wurden vorangetrieben, um Butjadingen wirtschaftlich auszubauen. Besonders unter Graf Anton V. kam es jedoch immer wieder zu Konflikten mit den selbstbewussten – und sich bis dahin selbstverwaltenden – Bauern Butjadingens, die eine landesherrliche Verwaltung und deren Rechtsnormen nicht kannten. Widerstrebende Bauern wurden mitunter in Kerkerhaft genommen oder von ihrem Eigentum vertrieben. Erst unter Antons Nachfolger, Johann VII., klangen die Konflikte ab.
Von 1667 bis 1773 wurde Butjadingen als Teil der Grafschaft Oldenburg durch das Königreich Dänemark verwaltet, da Graf Anton Günther ohne direkte Erben verstorben war. Nach dem wirtschaftlichen Aufbau durch die Oldenburger wurde die Region durch die Dänen nun eher vernachlässigt.

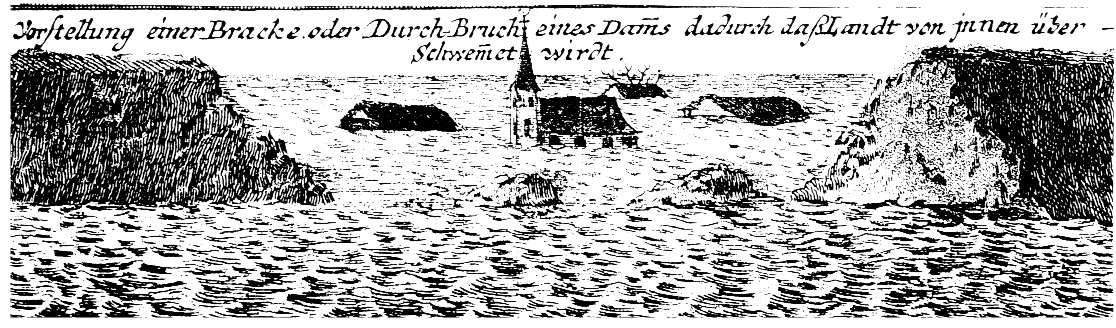
Darstellung eines Deichbruchs von 1718, wahrscheinlich bei der Weihnachtsflut von 1717

Die Weihnachtsflut 1717 forderte in den vier Kirchspielen Abbehausen, Atens, Blexen und Esenshamm 800 Opfer. Das Kirchspiel Blexen verlor 20 %, Abbehausen sogar 30 % seiner Einwohner.
1774 wurde Butjadingen Teil des Herzogtums Oldenburg, welches in den Besitz der jüngeren Oldenburger Linie Holstein-Gottorp gelangt war. Gegen Ende des 18. Jahrhunderts wurde die Verwaltung und das Deichwesen modernisiert und Butjadingen erholte sich von der wirtschaftlichen Krise.
Im Jahre 1808 wurde ganz Butjadingen, wie der Rest des Herzogtums Oldenburg, von holländischen Truppen besetzt. Im Jahre 1813 erhob sich die Bevölkerung gegen die französischen Truppen Napoleons. Am 17. März griffen Kanoniere das Blexer Fort der Franzosen an und eroberten es, die Besatzung des Forts wurde entfernt. In der Folge kam es zu Unruhen, da Anwohner der Zusammenarbeit mit den Franzosen beschuldigt wurden, erst eine vom Blexer Pastor initiierte Bürgerwehr konnte wieder die Ordnung herstellen. Am 25. März trafen französische Soldaten in Blexen ein und eroberten das Fort zurück. Der Kommandant der deutschen Kanoniere, Lübbe Eylers aus Zetel, wurde sofort erschossen, der Rest eingesperrt. Am nächsten Morgen wurden auf dem Blexer Kirchhof elf Männer hingerichtet, zum Teil auch Zivilisten. Das Fort blieb bis zum 25. November in französischer Hand, ehe es sich russischen Truppen ergab.

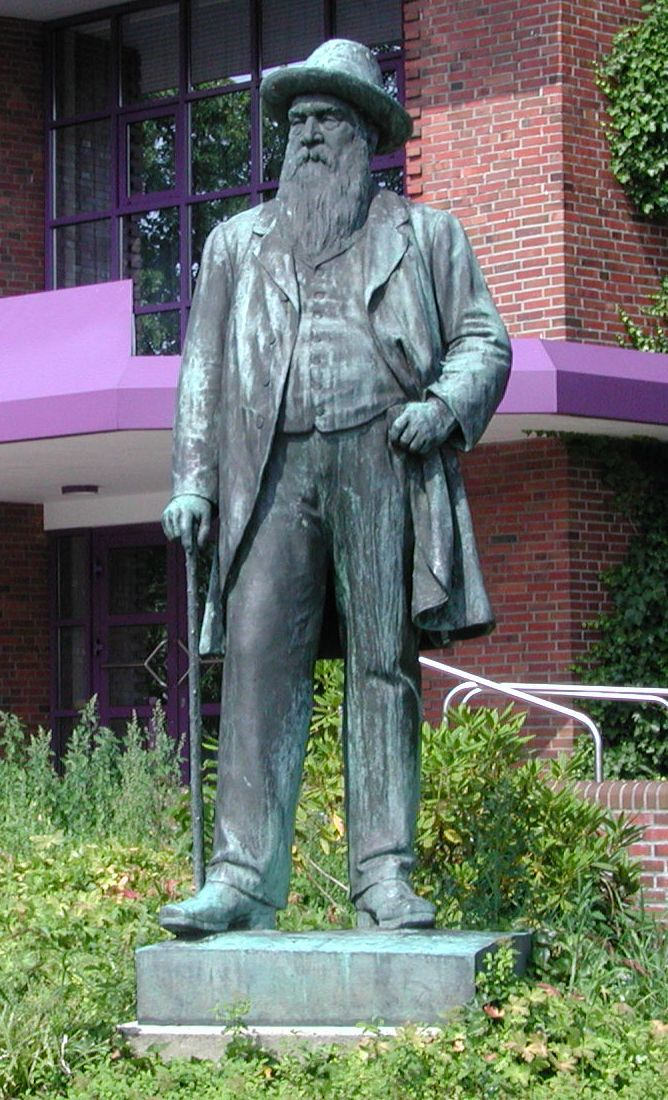
Statue des Stadtgründers Wilhelm Müller vor der Stadthalle Friedeburg

Nordenham entwickelte sich seit der Mitte des 19. Jahrhunderts aus der Gemeinde Atens. Der Kaufmann Wilhelm Müller ließ 1857 gemeinsam mit Johann Friedrich Hansing einen Schiffsanleger, den so genannten Ochsenpier, auf dem Gelände von Gut Nordenhamm errichten, über den der Norddeutsche Lloyd Vieh nach England transportierte. Bis 1877 wurde von hier aus Vieh nach England transportiert und Nordenham wurde zu einem wichtigen Verladeort und Handelsplatz.
Der spätere Stadtname Nordenham rührt vom Gut Nordenhamm der Familie Hansing her, weshalb der Ort ursprünglich mit zwei m als Nordenhamm geschrieben wurde. Angeblich wurde auf das zweite „M“ als freundliche Geste gegenüber den Engländern verzichtet, mit denen ein reger Seehandel zustande kam. Englische Städte, die auf „-ham“ enden, werden mit nur einem m geschrieben. Die verschiedenen Schreibweisen sorgten für Streit zwischen der Bahn und der Post, weshalb die oldenburgische Regierung 1887 verfügte, dass der Ort fortan Nordenham heißen sollte.

Bahnhof Nordenham mit der Butjadinger Bahn – historisches Postkartenmotiv (Ausschnitt)

Im Jahre 1875 befuhr der erste Eisenbahnzug die Strecke Hude – Nordenham. Das Hotel auf dem Deiche des Stadtgründers Wilhelm Müller (auf dem Bild das Mittelstück) war zuvor zum Bahnhof Nordenham ausgebaut und 1875 an den oldenburgischen Staat verkauft worden.
Im Jahre 1878 wurde, im Zuge des Baus der Befestigungsanlagen auf den Langlütjen-Inseln, in der Postagentur Blexen das erste Telefon des Oldenburger Landes in Betrieb genommen. Es verband die Station mit dem Telegrafenamt in Nordenham.

### Ausbau zum internationalen Getreide- und Petroleumhafen
Nach 1877 wurde statt der Ausfuhr von Vieh der Import von Petroleum und Getreide über Nordenham abgewickelt. Die Nachfrage war drastisch gestiegen, zugleich versandete die Weser zunehmend, so dass sich der Handelsverkehr stärker auf die Unterweser verlagerte. Auch bestanden in Nordenham immer mehr Lagerflächen. „Ende 1879 standen bereits 29 Schuppen mit einer Gesamtfläche von fast 14000 m² zur Verfügung, 1884 konnte in Nordenham mehr Petroleum gelagert werden, als in den großen Häfen Antwerpen, Rotterdam und Amsterdam zusammen, über 200000 Barrel.“ In den 1880er Jahren wurden die Hafenanlagen (sechs Anlegebrücken und ein Personenanleger) durch das Land Oldenburg umgebaut und aus zwei südlichen Piers entstand ein 122 m langer Längspier. Damit waren die Voraussetzungen für die „sieben fetten Jahre“ geschaffen worden. In Bremerhaven sollten die Hafenanlagen ausgebaut werden, der Kaiserhafen sollte entstehen. Während des Ausbaus konnten aber die Schnelldampfer des Norddeutschen Lloyds nach New York nicht abgefertigt werden. Das Land Oldenburg schlug vor, das linke Weserufer bei Blexen dafür zu nutzen. Nach Verhandlungen einigte man sich am 20. März 1890 darauf, dass der Norddeutsche Lloyd die Nordenhamer Hafenanlagen nutzen durfte. Von 1891 bis 1897 fuhren zweimal wöchentlich Schnelldampfer von Nordenham nach New York und brachten Auswanderer nach Amerika. Hotels, Gast- und Speisehäuser wurden errichtet und die Einwohnerzahl erhöhte sich auf ca. 2000. Der Hafen musste mehrmals umgebaut werden und der Längspier erreichte schließlich eine Länge von 1000 m.

### Gründerzeit und Stadtgründung
Am 10. November 1905 rief der Bremer Reeder Adolf Vinnen die „Midgard“ Deutsche Seeverkehrs-AG ins Leben, die die inzwischen errichteten Hafenanlagen von Nordenham übernahm, verwaltete und ausbaute sowie eine Anzahl von größeren Fischdampfern bereederte. Nordenham hatte damit zu der Zeit den größten Privathafen der Welt. Bereits 1896 hatte Vinnen die Deutsche Dampffischereigesellschaft Nordsee auf einem Gelände nahe der Weser angesiedelt, auf der bis 1897 ein Fischereihafen entstand. Auch mit der Gründung der Nordenhamer Terrain-AG (1906) und der „Visurgis“ Heringsfischerei AG (1907) trug er zum wirtschaftlichen Aufschwung des Ortes bei. Nördlich des Fischereihafens siedelten sich 1899 die Norddeutschen Seekabelwerke an. In Einswarden wurde 1905 die Schiffswerft Frerichs AG gegründet. 1906 kamen noch die Metallwerke Unterweser AG (Friedrich-August-Hütte) mit Zink- und Bleiverarbeitung und deren Tochterunternehmen hinzu, die Superphosphat AG, die bei der Metallherstellung anfallenden Schwefelphosphate zu reinem Superphosphat verarbeitete. Aufgrund der raschen Entwicklung  Nordenhams zwischen 1895 und 1907 spricht man von der Gründerzeit der Stadt. 1908 wurde der Wasserturm Nordenham gebaut.
In der Gemeinde Atens lebten am Ende der Gründerjahre rund 6000 Einwohner. Am 1. Mai 1908 wurde Atens in Nordenham umbenannt und Nordenham wurde das Stadtrecht II. Klasse verliehen. Das Alte Rathaus wurde 1910 am Marktplatz errichtet. Bis dahin war die Verwaltung Mieter in einem Gebäude in der Ludwigstraße.

### Zeit des Nationalsozialismus
Bei der November-Wahl 1932 errang die NSDAP in Nordenham 27,2 % und in Blexen 28,3 % der Stimmen, bis zu zehn Prozentpunkte weniger als bei der Juli-Wahl 1932. Kurzfristig kam es nach den Wahlen im März 1933 im Stadtrat zu einem Patt, da die SPD in Nordenham die meisten Stimmen errungen und die Koalition von NSDAP und anderen nationalistischen Gruppierungen nicht die Mehrheit errungen hatte. Der Rat verlor aber seine Befugnisse. Im März 1933 wurden der gewählte SPD-Bürgermeister Johann Lahmann und sein Stellvertreter des Amtes enthoben. Alle Befugnisse gingen auf den neuen von der NS-Landesregierung ernannten Staatskommissar Emil Gerdes (NSDAP) über. Mit dem Verbot der SPD im Juni 1933 gab es in Nordenham einen von der NSDAP kontrollierten Stadtrat. Nach der Machtergreifung wurde auf der Insel Langlütjen II 1933/34 ein Schutzhaftlager der SA eingerichtet, um politische Gefangene aus dem bremischen KZ Mißler aufzunehmen. In der Industrie- und Arbeiterstadt wurden Straßen, deren Namensgeber Sozialdemokraten und Demokraten waren, umbenannt. Aus der Friedrich-Ebert-Straße wurde bis 1945 die Adolf-Hitler-Straße.
Durch die Verwaltungsreform der oldenburgischen Ämter und Gemeinden wurde das Dorf Blexen am 15. Mai 1933 eingemeindet, womit sich die Fläche der Stadt auf 42 Quadratkilometer erhöhte und die Einwohnerzahl auf rund 15.000 stieg. Durch die Verwaltungsreform verlor Nordenham den Amtssitz, welcher für den neugeschaffenen Amtsbezirk Wesermarsch nach Brake verlegt wurde, behielt aber das Finanzamt und das Amtsgericht.
Infolge der Aufrüstung und des Hafenstandortes wuchs die Wirtschaft Nordenhams bis zum Krieg rasant an. Auf dem Gelände der ehemaligen Frerichswerft begann 1935 die Firma Weserflug mit der Reparatur von Seeflugzeugen und baute während des Krieges Landflugzeuge. 1929 wurde aus öffentlichen Mitteln die Pieranlage des Midgard-Hafens erneuert, so dass dieser sich zu einem modernen Spezialhafen für den Kohlen- und Koksumschlag nach Skandinavien entwickelte. Das Projekt eines Land- und Seeflughafens in Blexen wurde bis zum Kriegsende nicht mehr fertiggestellt.
Während der Novemberpogrome 1938 waren jüdische Einwohner und Einrichtungen Ziel von Übergriffen. In der Papenkuhle im Stadtteil Blexen entstand nach dem Beginn des Zweiten Weltkrieges ein Kriegsgefangenenlager.
Nordenham wurde im Juni 1944 Ziel eines Bomberangriffs der Alliierten. Dabei wurden 68 Menschen getötet, die Bomben trafen vor allem die Fulda- und Werrastraße sowie einige Häuser in der Innenstadt. Am 6. Mai 1945 marschierten kanadische Truppen in die Stadt ein. Danach übernahmen amerikanische Truppen die Besatzung und benutzten das Gelände der Weserflug als Nachschubdepot. Ab 1946 stand Nordenham unter britischer Militärverwaltung.

### Nachkriegszeit
Insbesondere Heimatvertriebene aus Schlesien siedelten sich 1946 in Nordenham an, wodurch die Bevölkerungszahl auf zirka 28.000 anstieg. 1953/54 zog die Verwaltung in den Neubau des Rathauses Nordenham an der Walther-Rathenau-Straße. Das Alte Rathaus wurde an die Polizei abgegeben. Mittlerweile hat auch die Polizei einen Neubau an der Walther-Rathenau-Straße bezogen, und das Alte Rathaus beherbergt nun die städtische  Gemeinnützige Nordenhamer Siedlungsgesellschaft (GNSG) und den Kunstverein.
Im Oktober 2007 wurde der 2003 gewählte und im April 2007 suspendierte Bürgermeister Georg Raffetseder (CDU) bei einem Bürgerentscheid mit 93,6 % der Stimmen bei 46 % Wahlbeteiligung abgewählt.

### Eingemeindungen
Bei der Gemeindegebietsreform, die am 1. März 1974 in Kraft trat, wurden die ehemals eigenständige Gemeinde Abbehausen und der Hauptteil der Gemeinde Esenshamm in das Stadtgebiet eingegliedert.

### Einwohnerentwicklung
| Jahr      | 1987   | 1992   | 1997   | 2002   | 2007   | 2012   | 2017   |
| --------- | ------ | ------ | ------ | ------ | ------ | ------ | ------ |
| Einwohner | 28.722 | 29.000 | 28.989 | 27.950 | 27.298 | 26.448 | 26.230 |

(jeweils zum 31. Dezember)

## Politik

### Stadtrat
Der Rat der Stadt Nordenham besteht aus 36 Ratsfrauen und Ratsherren. Dies ist die festgelegte Anzahl für eine Gemeinde mit einer Einwohnerzahl zwischen 25.001 und 30.000 Einwohnern. Die 36 Ratsmitglieder werden durch eine Kommunalwahl für jeweils fünf Jahre gewählt. Die aktuelle Amtszeit begann am 1. November 2021 und endet am 31. Oktober 2026. Stimmberechtigt im Stadtrat ist außerdem der hauptamtliche Bürgermeister. Die Wahl zum Stadtrat am 12. September 2021 führte zu nebenstehendem Ergebnis, aus der folgende Sitzverteilung resultiert:
- Linke: 1
- SPD: 12
- Grüne: 5
- WIN: 3
- FDP: 3
- CDU: 12

Christlich Demokratische Union Deutschlands: zwölf Ratsmandate
Sozialdemokratische Partei Deutschlands: zwölf Ratsmandate
Bündnis 90/Die Grünen: fünf Ratsmandate
Freie Demokratische Partei: drei Ratsmandate
 Wählerinitiative Nordenham e. V.: drei Ratsmandate
Die Linke: ein Ratsmandat
 Aktionsbündnis links der Weser: kein Ratsmandat
Deutsche Zentrumspartei: kein Ratsmandat
Die vergangenen Stadtratswahlen (15. September 1996, 9. September 2001, 10. September 2006, 11. September 2011, 11. September 2016, 12. September 2021) führten zu folgenden Ergebnissen:
|                                | 1996    | 1996    | 2001    | 2001    | 2006    | 2006    | 2011    | 2011    | 2016    | 2016    | 2021    | 2021    |
| Partei / Liste                 | %       | Sitze   | %       | Sitze   | %       | Sitze   | %       | Sitze   | %       | Sitze   | %       | Sitze   |
| ------------------------------ | ------- | ------- | ------- | ------- | ------- | ------- | ------- | ------- | ------- | ------- | ------- | ------- |
| SPD                            | 55,30   | 22      | 52,10   | 20      | 41,16   | 15      | 46,81   | 17      | 47,07   | 17      | 32,32   | 12      |
| CDU                            | 29,96   | 10      | 31,66   | 12      | 33,22   | 12      | 25,45   | 9       | 26,33   | 10      | 33,87   | 12      |
| Grüne                          | [1]     | [1]     | 05,01   | 1       | 03,29   | 1       | 10,96   | 4       | 6,87    | 2       | 13,65   | 5       |
| FDP                            | 09,29   | 3       | 11,21   | 4       | 11,38   | 4       | 06,63   | 2       | 8,53    | 3       | 9,17    | 3       |
| WIN                            | –       | –       | –       | –       | 10,92   | 4       | 06,07   | 2       | 7,64    | 3       | 7,47    | 3       |
| Linke                          | –       | –       | –       | –       | –       | –       | 04,04   | 2       | 3,53    | 1       | 2,05    | 1       |
| Aktionsbündnis links der Weser | –       | –       | –       | –       | –       | –       | –       | –       | –       | –       | 1,05    | 0       |
| Zentrum                        | –       | –       | –       | –       | –       | –       | –       | –       | –       | –       | 0,42    | 0       |
| ANL                            | 06,25   | 2       | –       | –       | –       | –       | –       | –       | –       | –       | –       | –       |
| Sonstige                       | 02,17   | 0       | –       | –       | –       | –       | –       | –       | –       | –       | –       | –       |
| Gesamt[2]                      | 100     | 37      | 100     | 37      | 100     | 36      | 100     | 36      | 100     | 36      | 100     | 36      |
| Wahlbeteiligung                | 57,89 % | 57,89 % | 47,82 % | 47,82 % | 46,05 % | 46,05 % | 44,79 % | 44,79 % | 44,96 % | 44,96 % | 51,46 % | 51,46 % |

Anmerkungen
[1] Bündnis 90/Die Grünen traten 1996 als links-grüne Wählergruppe „Alternative Nordenhamer Liste (ANL)“ an.

[2] Ohne Berücksichtigung von Rundungsdifferenzen

### Bürgermeister
Hauptamtlicher Bürgermeister ist seit 2021 Nils Siemen, der bei der Stichwahl zum Bürgermeister als Parteiloser mit Unterstützung der SPD 52,82 Prozent der Stimmen errang. Sein Vorgänger war Carsten Seyfarth (SPD).

### Wappen
| Wappen von Nordenham | Blasonierung: „Das Wappen der Stadt zeigt den alten friesischen Adler mit dem Wappen der Grafschaft (Herzogtum) Oldenburg in einem Rückenschild vereinigt und in diesem in einem Herzschild einen unklaren Anker in Silber aufgelegt. In dem Wappen der Grafschaft Oldenburg wird das sogenannte Delmenhorster Kreuz golden in blau aufgeführt“ |
| Wappen von Nordenham | Wappenbegründung: Auf der heraldisch rechten Seite ist ein halber friesischer Adler in schwarzer Farbe zu sehen. Dieser ist seit 1170 das Symbol der freien und unabhängigen Friesen nach dem Wahlspruch: Eala frya Fresena; Gruß immer freier Friesen. Auf der linken Wappenseite befinden sich auf blauem Grunde zwei sogenannte Delmenhorster Kreuze, deren Herkunft und Bedeutung unbekannt ist. Abwechselnd sind auf gelbem Grund zwei rote Querbalken der Grafschaft (Herzogtum) Oldenburg. Das Herzschild in der Mitte zeigt einen unklaren Anker, der die Verbundenheit der Stadt mit der Schifffahrt zum Ausdruck bringt. Das Wappen wurde entworfen vom Oldenburger Archivrat Gottfried Sello und am 16. Januar 1912 verliehen. |

### Flagge
Die Farben der Flagge sind, in der Reihenfolge von oben nach unten, rot-gelb-blau. Sie zeigt als Symbol das Wappen der Stadt.

### Städtepartnerschaften
Es bestehen Städtepartnerschaften mit Peterlee im Norden Englands seit 1981 und mit Swinemünde im Nordwesten Polens auf der Insel Usedom seit 1992. Seit 2011 ist mit der französischen Stadt Saint-Étienne-du-Rouvray die dritte Städtepartnerschaft begründet worden.

## Kultur und Sehenswürdigkeiten

### Bauwerke
Siehe auch Liste der Baudenkmale in Nordenham
- Der Wasserturm Nordenham von 1908

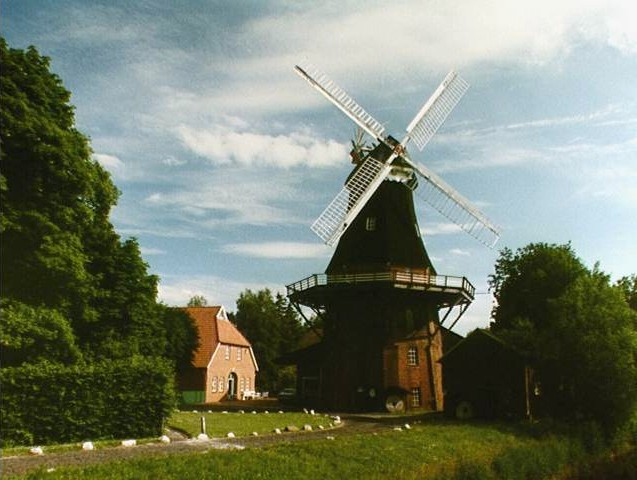
Die Moorseer Mühle

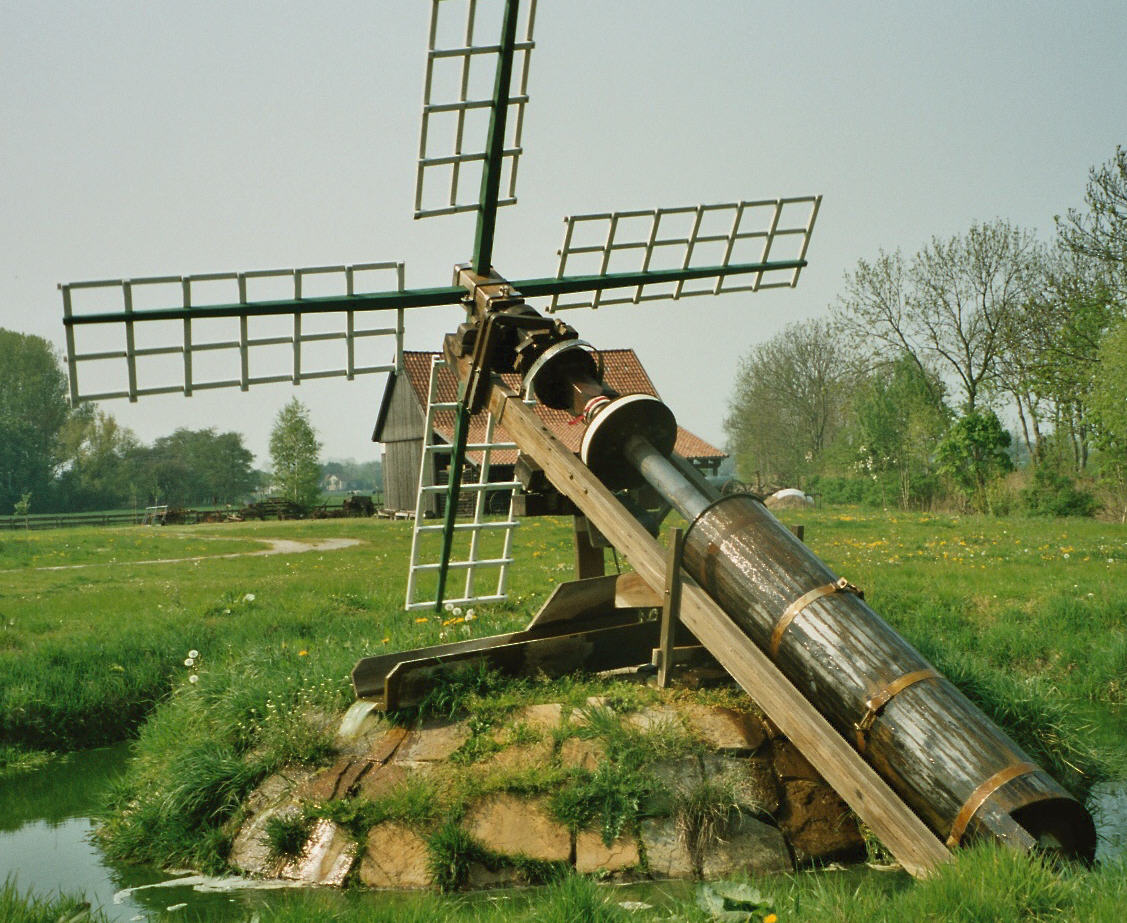
Fluttermühle gegenüber der Moorseer Mühle

- Das städtische Museum Nordenham zeigt Exponate aus der Industrie- und Stadtgeschichte, u. a. das Bruderkussbild in zwei Ausführungen.
- Die Moorseer Mühle ist eine funktionsfähige Galerie-Holländer-Windmühle mit zwei Windrosen.[26] Sie bildet eine Station der Friesischen Mühlenstraße und der Niedersächsischen Mühlenstraße. Angeschlossen ist ein Museum über Müllereigeschichte in zwei Gebäuden.
- Fluttermühle gegenüber der Moorseer Mühle
- Den Jedutenhügel in Nordenham-Grebswarden soll es schon zu Wikingerzeiten gegeben haben.
- Historisches Kaufhaus in Abbehausen
- Altes Rathaus Nordenham, Marktplatz 6, von 1910/11, Sitz der GNSG
- Amtsgericht Nordenham, Bahnhofstraße 56, von 1911/13 nach Plänen von Adolf Rauchheld (Oldenburg) mit Jugendstilelementen
- Gymnasium Nordenham, Bahnhofstraße 52, von 1905
- Turnhalle Jahnstraße 20 von um 1912; heute Jahnhalle als Kulturzentrum
- Ev.-luth. St.-Hippolyt-Kirche in Blexen vom Ende des 11. Jahrhunderts (Chor) und das 12. Jahrhundert (Schiff) mit Münstermann-Altar und  Willehadusbrunnen; früher Ziel von Wallfahrten.
- Ev.-luth. St.-Marien-Kirche aus dem 16. Jahrhundert in Atens, Grundmauern auf einer Karmeliterkommende, die sich 1505 hier ansiedelte.
- Ev.-luth. St. Laurentius in Abbehausen von 1858/62 auf Fundamenten und Mauerresten einer Kirche aus dem 13. Jh.
- Ev.-luth. St.-Matthäus-Kirche in Esenshamm von um 1352 mit Gestühl mit circa 150 Hausmarken, die reichlich beschnitzte Texte an den Bankwangen aufweisen.
- Ev.-luth. Pauluskirche in Friedrich-August-Hütte von 1964/66 mit Beckerath-Orgel von 1979
- Ev.-luth. Friedenskirche in Einswarden von 1978 mit eine ursprünglich für die Nordenhamer Martin-Luther-Kirche bestimmte Orgel der Firma E.F. Walcker aus Ludwigsburg von 1954.
- Katholische St.-Willehad-Pfarrkirche von 1909 (umgebaut 1959) und katholische Herz-Jesu-Pfarrkirche von 1927 in  Einswarden
- Weitere Religionsbauten : Zoarkapelle der evangelisch-freikirchlichen Gemeinde, ev.-luth. Kapelle von 1994 des Altenheims To Hus achtern Diek in Blexen,  Neuapostolische Kirche von 1964, Königreichssaal der Zeugen Jehovas, die islamische Zentren Selimye Camii-Moschee und die Milli-Görüs-Moschee in Einswarden.

Weitere sehenswerte Gebäude sind u. a.:
- Wohn- und Geschäftshäuser Bahnhofstraße: Nr. 27 vom Ende des 19. Jahrhunderts, Nr. 32, die Alte Post von 1906, Nr. 43 von um 1900, Nr. 45 von um 1905
- Wohn- und Geschäftshäuser Hafenstraße 14 bis 16 von um 1900, zwei Eckhäuser mit stadtbildprägenden Türmchen, Nr. 15a mit dem ehemaligen Café Victoria
- Wohnhaus Hafenstraße 17, ehemaliges Seemannsheim von um 1900
- Haus Midgard von um 1900, heute Hotel und Café
- Justizvollzugsanstalt Nordenham, Bahnhofstraße 58, von 1911

### Freizeit und Sport
Vereine:
- 1. FC Nordenham (FCN)
- Blexer Turnerbund (BTB)
- Eintracht SV Nordenham (ESV)
- T. u. S. Einswarden
- Sportverein Nordenham (SVN)
- Sportverein Phiesewarden
- Segelclub Nordenham (SCN)
- Nordenhamer Sportboothafen Gemeinschaft (NSG)
- TSV Abbehausen
- TV Esenshamm
- Stadtteil Atens und Ortsteile Abbehausen und Esenshamm: Jeweils ein Schützenverein. Die Sportschützen Nordenham besitzt mit 20 Schießständen für Luftdruckwaffen die größte Anlage dieser Art im Landkreis Wesermarsch
- Nordenhamer Ruderclub mit Wanderfahrten und Inselerkundungen sowie die traditionelle Fahrt um die Strohauser Plate
- Tennisklub Nordenham von 1907 am Friedeburgpark mit überregionaler Jugendarbeit sowie mit fünf Außenplätzen und zwei Hallenplätzen.
- Klootschießer- und Boßelvereine Abbehausen, Nordenham, Phiesewarden und Schweewarden und Klootschießervereine Blexen, Esenshamm und Tettens mit etwa 1000 Mitgliedern;   aktiv wird das Boßeln, das Klootschießen und das Schleuderballweitwerfen betrieben.

### Regelmäßige Veranstaltungen
Jedes Jahr im Juli findet das Fonsstock Festival am Weserstrand statt. Das Festival wird von der Musikrichtung Ska-Punk dominiert und lockt seit 1998 jährlich 800 bis 1000 Besucher an. Bisher gaben sich bekannte Bands wie z. B. Normahl, Turbostaat oder Rubberslime die Ehre.

### Kunstverein Nordenham
Der Gründungsimpuls des Kunstvereins Nordenham ging auf das Ehepaar Bartels zurück. Diese zogen mit ihrer Familie von Braunschweig nach Nordenham. Da sie beide umgeben von Kunst aufgewachsen sind, fehlte es ihnen in Nordenham am Austausch mit Gleichgesinnten. So wurde mit Unterstützung des Stadtdirektors der gemeinnützige Verein am 14. September 1972 ins Leben gerufen. Auch heute wird der Verein jährlich von der Stadt Nordenham unterstützt. Zu Beginn besaß der Verein keine eigenen Räume. Phasenweise bestand die Möglichkeit für seine Ausstellungen Räumlichkeiten des Museums Nordenham zu nutzen. 2002 konnte der Verein in die untere Etage des Alten Rathauses ziehen. Jährlich werden ungefähr sechs Ausstellungen von regionalen und überregionalen Künstlern gezeigt.

### Museen
- Das Museum Nordenham befindet sich in einer ehemaligen Schule in der Hansingstraße 18. Schwerpunkt ist die junge Geschichte der Stadt Nordenham. Im Mittelpunkt der Dauerausstellung steht die Verbundenheit Nordenhams mit dem Wasser, mit der Schifffahrt und mit der Lage am tiefen Strom. Es finden auch Sonderausstellungen statt.[28]

- In einem alten Flakleitstand in der Burhaver Straße 41 ist ein Militärhistorisches Museum eingerichtet.[29]

- Das Museum Moorseer Mühle ist im Ortsteil Abbehausen, Butjadinger Straße 132, zu finden.[30]

## Wirtschaft und Verkehr

### Hafen

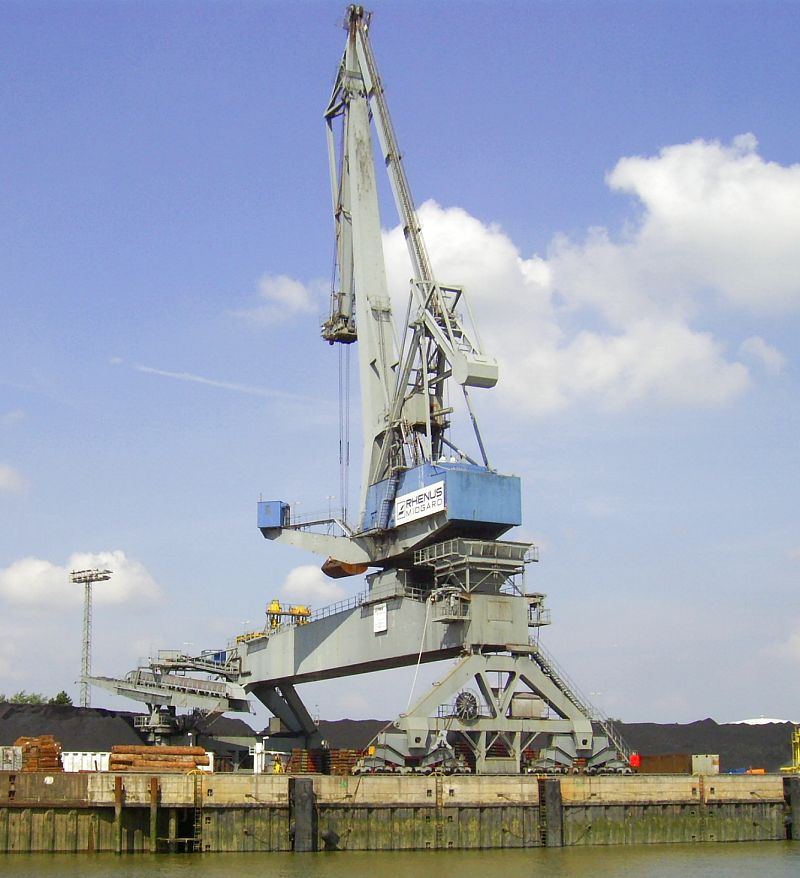
Verladekran (Wippe) im Midgard-Hafen

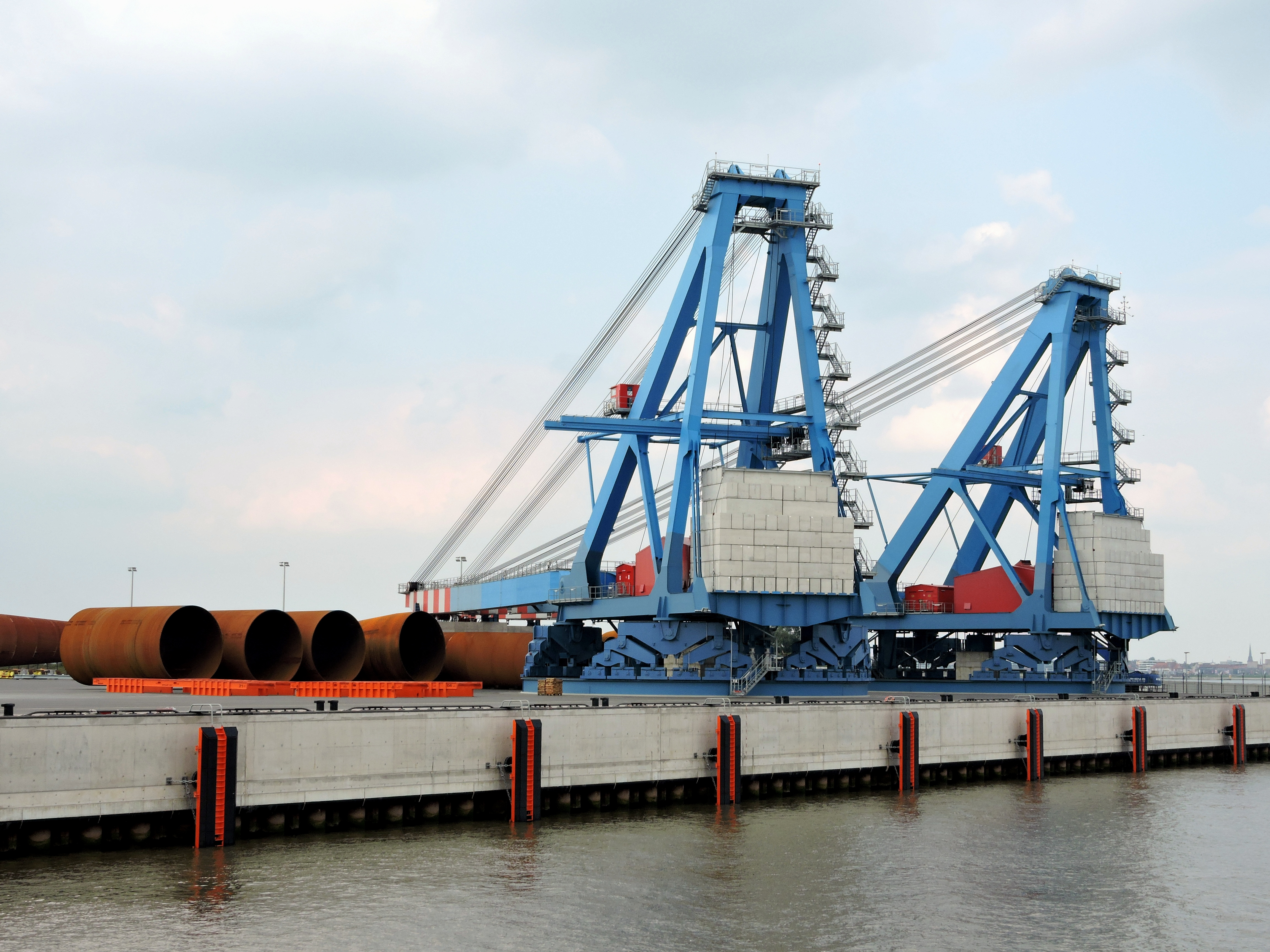
Schwerlastkräne der Fa. Steelwind in Blexen

Im Nordenhamer Hafen an der Bundeswasserstraße Unterweser wurden 2021 im Seeverkehr (mit Seeschiffen) 2,303 Mio. Tonnen Güter umgeschlagen (2020: 1,798 Mio. t, 2019: 2,4 Mio. t, 2017: 3,18 Mio. t, 2016: rund 2,5 Mio. t, 2015: 2,69 Mio. t, 2014: 2,2 Mio. t; 2013: 2,7 Mio. t; 2012: 3,5 Mio. t). Zu dem Stückgutumschlag 2016 gehörten 95.209 t Stahlprodukte und 8.478 t Seekabel für die neuen Offshore-Windparks, 2017 waren es 1,63 Mio. t Kohle und 185.144 t Mineralölprodukte. Ein wichtiger Hafenbetreiber ist die Rhenus mit der Midgard-Pier mit Umschlageinrichtungen vor allem für Massengüter wie Kohle. Die frühere Midgard Deutsche Seeverkehrs AG verfügt heute über zwei moderne Seehafenanlagen in Nordenham und Nordenham-Blexen. Das Unternehmen gehört seit dem 1. Januar 1998 zur Rethmann-Gruppe (Selm).

### Wirtschaftliche Entwicklung
Die Norddeutsche Seekabelwerke (NSW) AG siedelte sich 1899 als erster Industriebetrieb in Nordenham an. Heutzutage hat dies noch Auswirkungen auf das Wirtschaftsleben in Nordenham.
1908 wurde die Metallwerke Unterweser AG gegründet. Das Unternehmen diente dazu, den aus Übersee an der Unterweser ankommenden Schiffsraum (Ballast) mit Erzen auszunutzen. Daraus resultierte die Einrichtung einer Kunstdüngerfabrik, der Superphosphatfabrik (1906/08), dort wurde die in der Metallverhüttung anfallende Schwefelsäure verarbeitet. Nach einer Krise in der Düngerindustrie wurde 1988 die Fabrik geschlossen.
Die Industrialisierung wurde durch den Ersten Weltkrieg gestoppt. Durch die Nachkriegszeit hatte von 1921 bis 1925 bestehende Aktiengesellschaft wenig Erfolg mit der Gründung der Oldenburger Schiffswerft. Die Frerichs-Werft bestand bis 1935.
Der 1935/36 einsetzende wirtschaftliche Aufschwung erfasste auch die Schwerindustrie; damit profitierte auch die Oldenburger Werft, Filialen der bremischen Weser-Flugzeugbau-Gesellschaft als Reparaturbetrieb für Maschinen der Firmen Dornier, Junkers, Arado und Heinkel.
Das Unternehmen Felten & Guilleaume eröffnete am 1. August 1949 einen Fertigungsbetrieb für Kabel, Schalter und Schaltanlagen in den Hallen der Weserflug Nordenham (vormals Oldenburger Werft).
Weitere Entwicklung am Standort Felten & Guilleaume (F & G)
1950: Produktion von Bleichert–Elektrokarren und elektrische Motoren
1951: 800 Mitarbeiter waren für die Herstellung von Kabelgarnituren tätig
1956: Fertigung von Auslösern für Fehlerstrom-Schutzschalter
1957: Herstellung von Fernmelde-Kabelgarnituren
1977: Verlagerung der Motorenproduktion von Braunschweig nach Nordenham
1979: Serienproduktion des Leitungsschutzschalters PX100
1998: Die drei Geschäftsgebiete in Nordenham wurden eigenständige GmbHs. Die Bonner Moeller-Gruppe übernahm die Mehrheit der Felten & Guilleaume AG.
1999: F & G trennte sich von seinen Kabelaktivitäten. Die Kabelproduktion in Köln und die Kabelgarnituren GmbH in Nordenham wurden an die dänische NKT-Gruppe verkauft.

### Ansässige Unternehmen

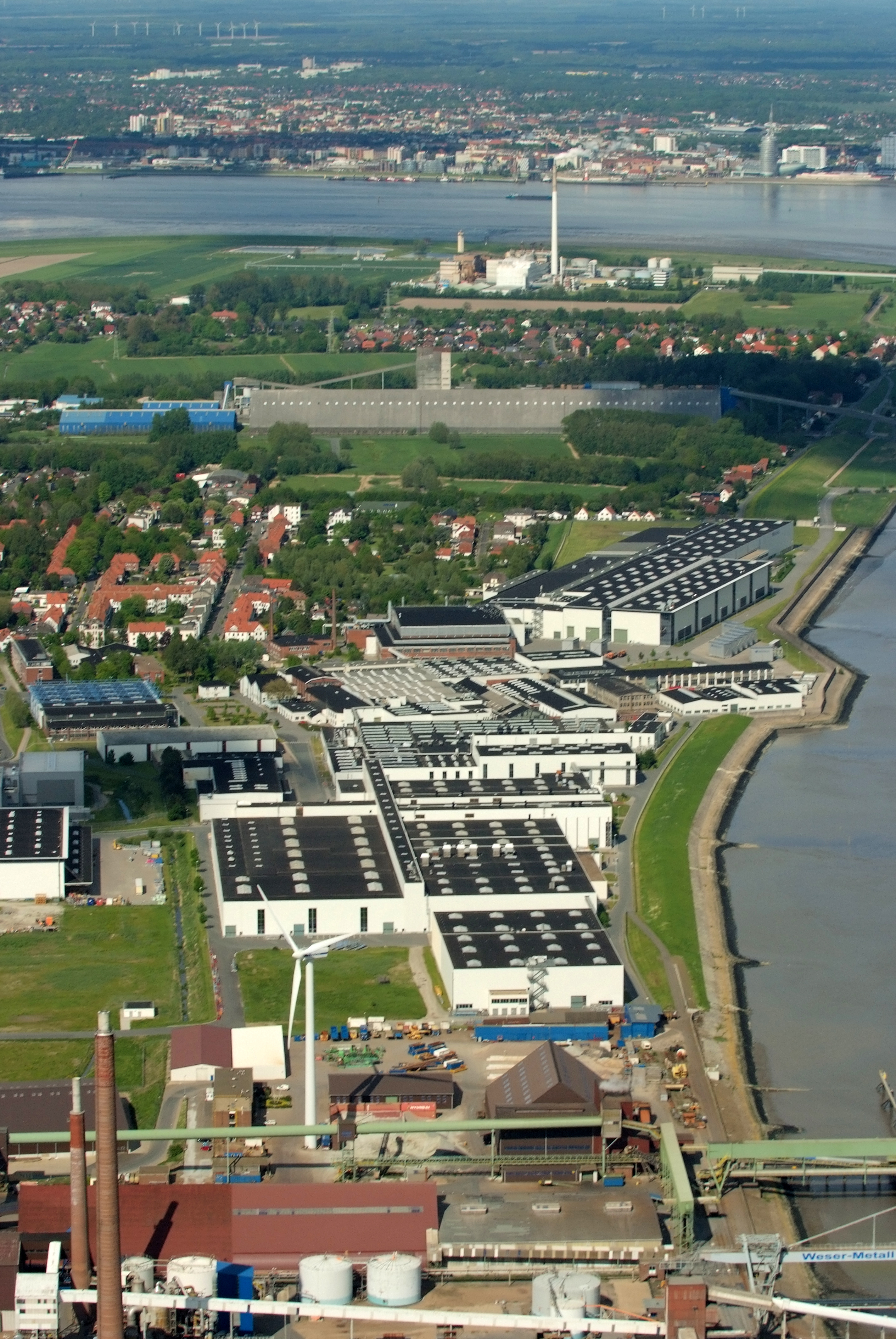
Gewerbegebiet entlang der Weser

Die Nordenhamer Industriebetriebe profitieren von der Lage an der für Seeschiffe befahrbaren Weser. Folgende Unternehmen sind besonders erwähnenswert (nach der Größe, bzw. seit langem hier existierend):
- Airbus Aerostructures GmbH.[39] (ehemals Premium Aerotec GmbH), die vor allem Rumpfschalen für Airbus-Flugzeuge herstellt.
- Rhenus Midgard, dem größten deutschen Hafen in Privatbesitz
- Norddeutsche Seekabelwerke (NSW)  General Cable[40] mit rund 400 Beschäftigten
- Kronos Titan
- Nordenhamer Zinkhütte GmbH (Glencore)
- Nordenham Metall GmbH (Glencore)
- Steelwind Nordenham GmbH, ein Tochterunternehmen der Dillinger Hütte, die hauptsächlich Monopiles für Offshore-Windkraftanlagen herstellt[41]
- NKT; die NKT GmbH produziert Kabelgarnituren (früher Felten & Guilleaume „F & G“ Kabelgarnituren GmbH und "nkt cables GmbH") und wurde 1949 gegründet und ist heute ein Unternehmen mit 270 Beschäftigten. Sie befindet sich im Besitz der industriellen Unternehmensgruppe NKT Holding A/S mit über 6000 Beschäftigten weltweit.

### Tourismus
Für die Stadt und ihre zwischen Nordsee, Jadebusen und Weser gelegene Umgebung spielt der Tourismus eine wirtschaftlich bedeutende Rolle. Ein Seenpark mit Vogelschutzgebiet dient der Naherholung und beherbergt auch eine Kinder- und Jugendfarm.

### Energie
Seit Anfang der 1980er Jahre besteht bei der Schule am Luisenhof eine Windkraftanlage mit 80 kW Spitzenleistung der Fa. Enercon, die im Rahmen eines Pilotprojektes Windstrom in das allgemeine Stromnetz einspeist.
In der südlich der Stadt gelegenen Gemeinde Stadland befindet sich das Kernkraftwerk Unterweser, (Stillgelegt)
das oft fälschlicherweise dem Nordenhamer Ortsteil Esenshamm zugeordnet wird. So ließ der britische Autor John Edmund Gardner in dem Roman „Licence renewed“ einen fiktiven Atomreaktor in „Esenshamm in West Germany“ von internationalen Terroristen bedrohen und von James Bond retten.

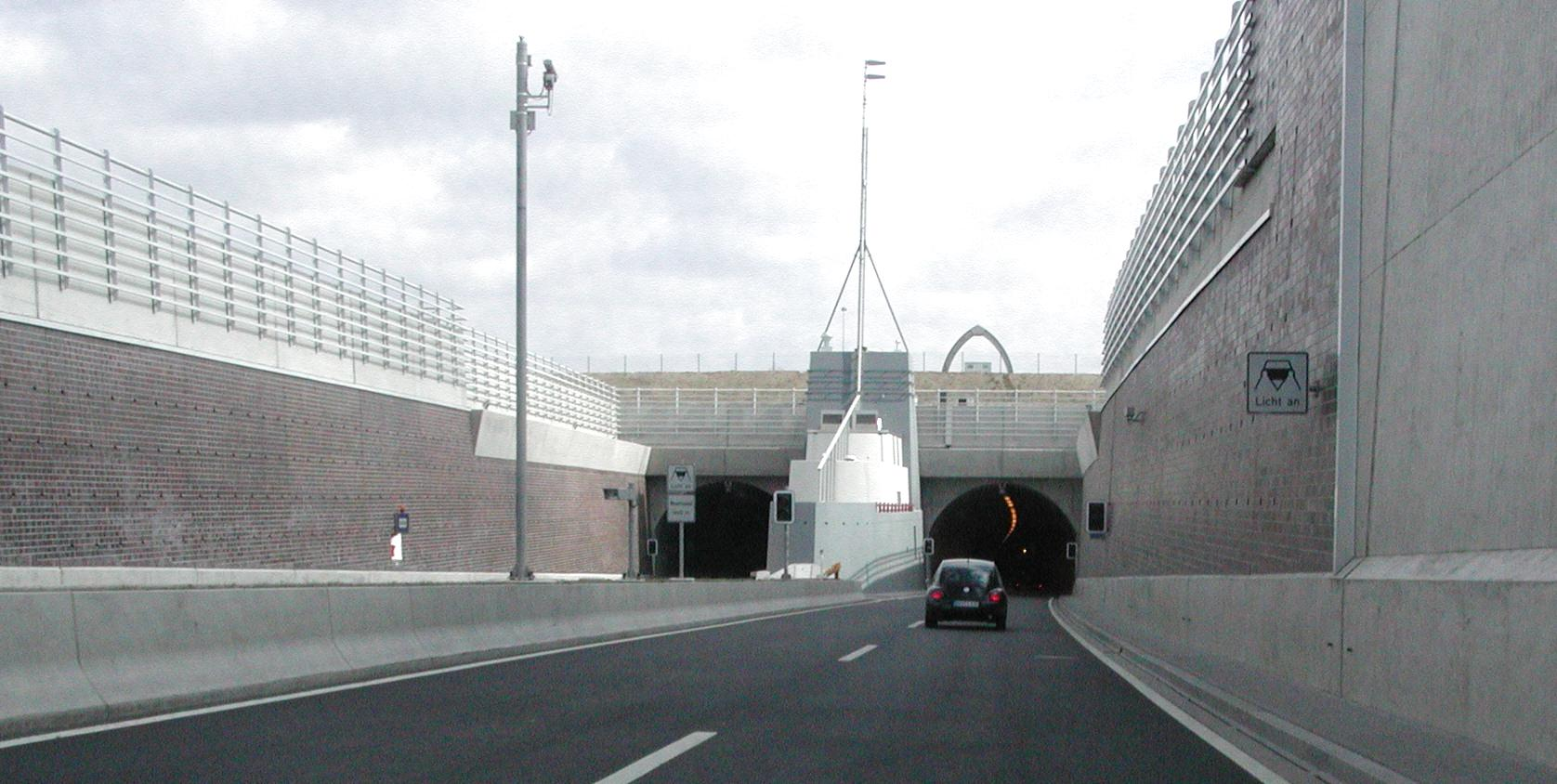
Einfahrt in den Wesertunnel

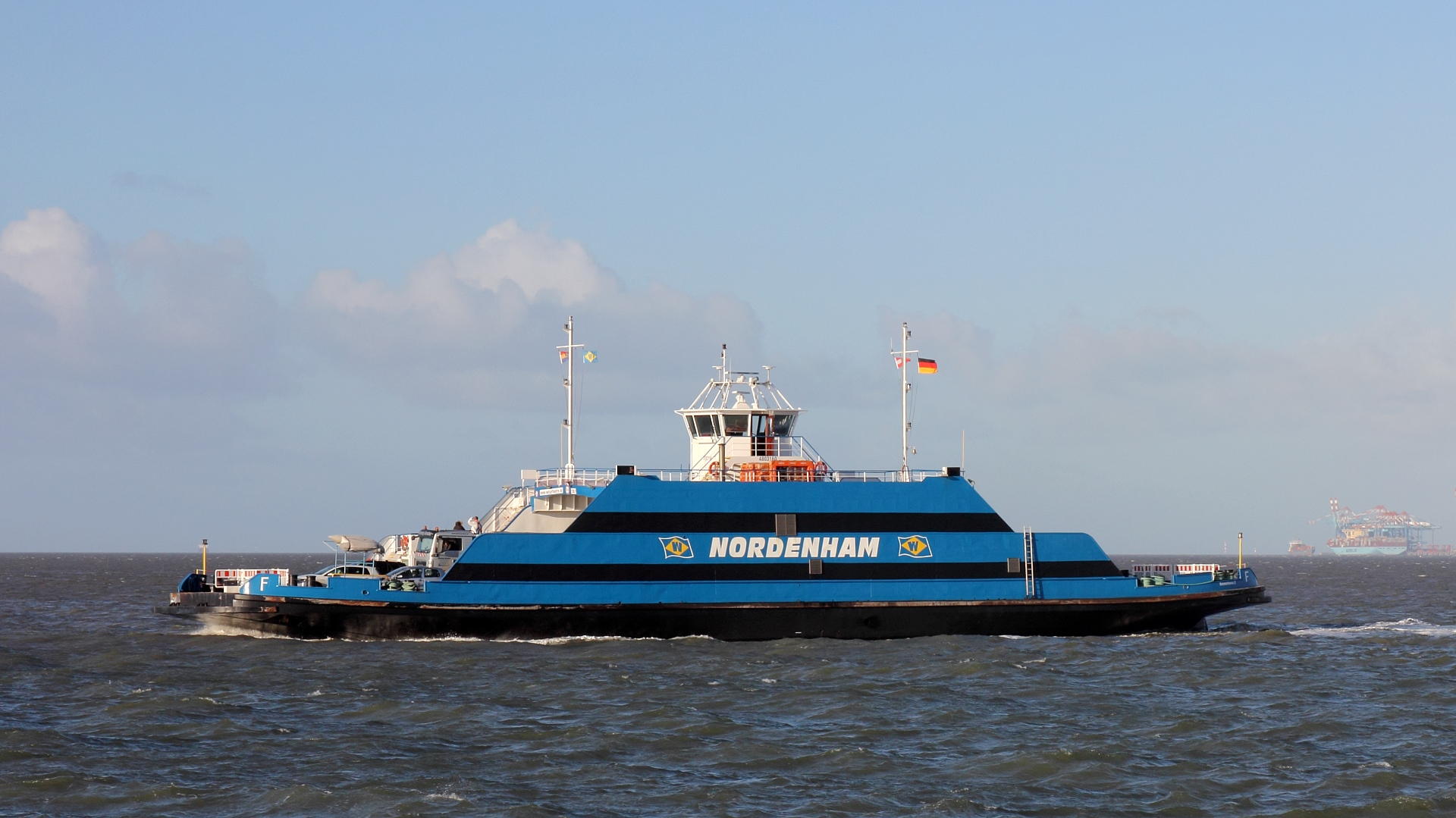
Weserfähre Nordenham

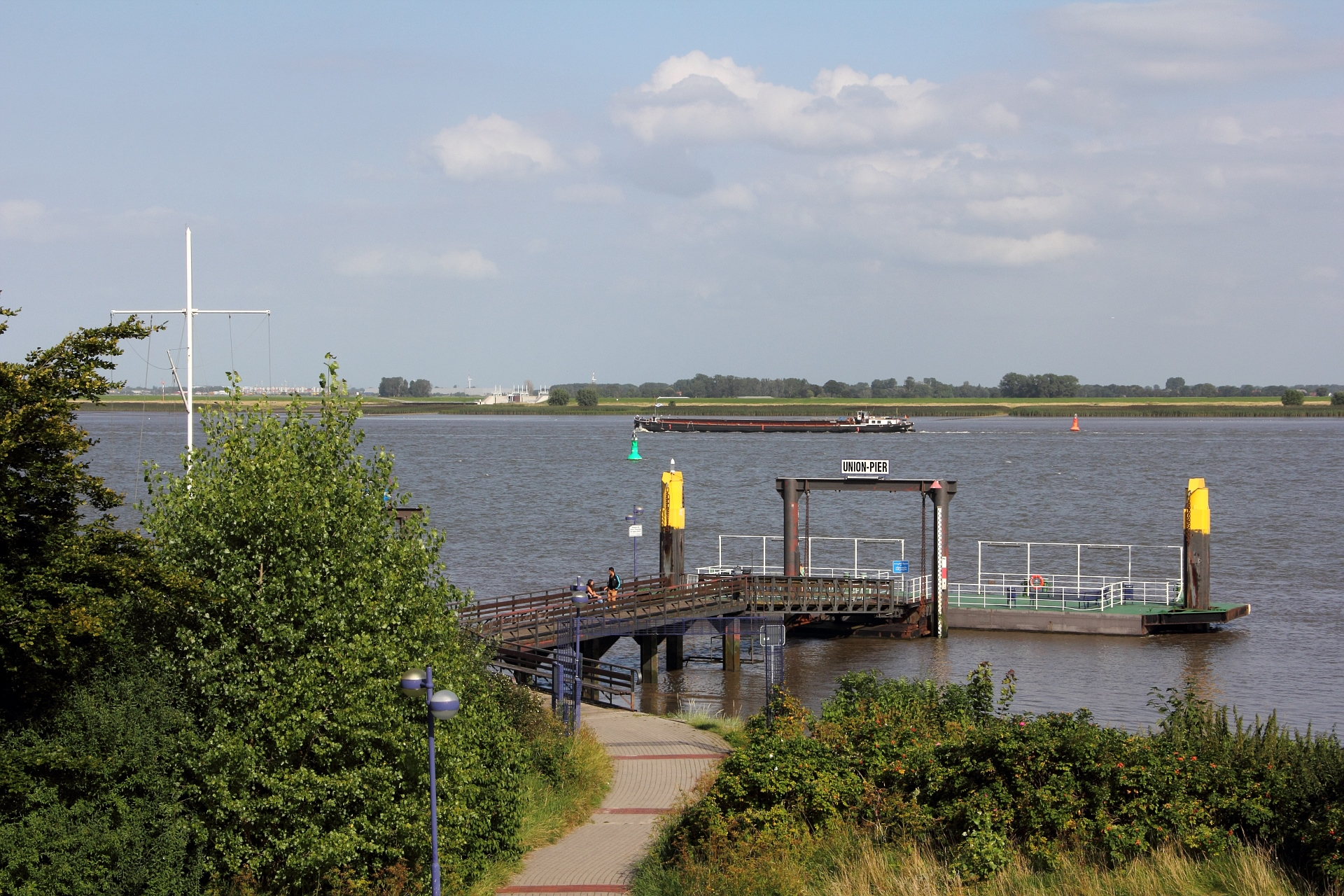
Union-Pier an der Weser

### Verkehr
Nordenham liegt an der Bundesstraße 212. Sie verbindet die A 27 von der Anschlussstelle Bremerhaven-Zentrum mit der Anschlussstelle Ganderkesee-West der A 28. Für die Querung der Weser müssen die Fährschiffe Bremerhaven oder Nordenham der Weserfähre GmbH genutzt werden. Sie verbinden Nordenham-Blexen mit Bremerhaven-Geestemünde.
Seit der Fertigstellung des südlich der Stadt in der Gemeinde Stadland gelegenen Wesertunnels hat Nordenham über die B 437 auch eine Straßenanbindung an die A 27 (Anschlussstelle Loxstedt-Stotel). In Gegenrichtung auf der B 212, ab Brake über die B 211, erreicht man Oldenburg. Im Zuge des Ausbaus der B 212 wurden außerdem eine Ortsumgehung um den Stadtteil Esenshamm geschaffen, zusätzlich zu der einige Jahre vorher fertiggestellten Ortsumgehung Nordenham.
Vom Bahnhof Nordenham an der Bahnstrecke Hude–Nordenham-Blexen besteht eine Direktverbindung von Nordenham über Hude und Delmenhorst nach Bremen. Sie ist seit Mitte Dezember 2010 in das Netz der Regio-S-Bahn Bremen/Niedersachsen integriert.
| Linie | Verlauf | Takt   |
| ----- | --- | ------ |
| RS 4  | Bremen Hbf – Bremen-Neustadt – Heidkrug – Delmenhorst – Hoykenkamp – Schierbrok – Bookholzberg – Hude – Berne – Elsfleth – Kirchhammelwarden – Brake (Unterweser) – Rodenkirchen (Oldb) – Kleinensiel – Nordenham Stand: Fahrplanwechsel Dezember 2023 | 60 min |

Im Februar 2024 kollidierte ein auf der Hunte fahrendes Binnenschiff mit der Drehbrücke bei Elsfleth. Die Brücke wurde dabei so schwer beschädigt, dass die Strecke voraussichtlich für längere Zeit gesperrt werden muss. Das niedersächsische Wirtschaftsministerium strebt an, vorübergehend eine Behelfsbrücke einbauen zu lassen, die nicht beweglich ist, um die Bahnstrecke bis Ende April wieder befahrbar zu machen.
Der Streckenteil nördlich von Nordenham nach Blexen wird ausschließlich im Güterverkehr bis Nordenham Friedrich-August-Hütte befahren. Ab 1908 führte auch die Butjadinger Bahn vom Nordenhamer Bahnhof durch den nördlichen Teil der Wesermarsch, bis Ende Oktober 1959 mit Güterverkehr bis Eckwarden, danach verblieb nur noch das Reststück bis Stollhamm. Bis Ende 1968 wurde auch der übrige Verkehr eingestellt und die Strecke aufgegeben. Der ehemalige Bahndamm bis Stollhamm ist heute ein kombinierter Rad- und Fußweg und auch ein Teilstück des Europäischen Küstenfernwanderweges E9.
Der städtische Busverkehr wird von den Verkehrsbetrieben Wesermarsch durchgeführt. Zusätzlich verkehrt täglich die Regionalbuslinie 440 – der Weser Sprinter – zwischen Nordenham und Oldenburg (Oldb.) im 2-Stunden-Takt. Diese Linie führte 1998/99 ab Blexen (Fähranleger) weiter über die Weserfähre nach Bremerhaven.
Südlich des Bahnhofs wurde 1885 der Union-Pier erbaut. Abgestimmt auf die Zugankünfte und -abfahrten bot die Bugsirgesellschaft Union eine Dampferverbindung nach Blexen und Geestemünde an. Erst 1905 war die Verlängerung der Bahnlinie bis Blexen vollendet. In der ersten Hälfte der 1990er Jahre wurde der Pier saniert und zwei Tage nach Wiedereröffnung am 29. August 1994 von einem Erzfrachter zertrümmert. Der heute existierende Pier wurde am 6. Juni 1997 wiedereröffnet. Der Pier wird von Mai bis September von den Fahrgastschiffen der Hal över auf der Linie zwischen Bremen nach Bremerhaven angelaufen, dabei kommt vorwiegend die Oceana zum Einsatz. Auch andere Fahrgastschiffe nutzen den Pier gelegentlich.

## Infrastruktur

### Öffentliche Einrichtungen
- Rathaus Nordenham, Walther-Rathenau-Straße 25
- Amtsgericht Nordenham, Bahnhofstraße 56
- Justizvollzugsanstalt Nordenham, Bahnhofstraße 58
- Polizeikommissariat Nordenham, Walther-Rathenau-Straße 4
- Freiwillige Feuerwehr Nordenham mit Ortsfeuerwehren, Jugend- und Kinderfeuerwehr
- Zwei Schwimmbäder mit 25-Meter-Becken sowie ein Freibadgelände im Freizeitbad Störtebeker.
- Stadthalle Friedeburg für verschiedene Veranstaltungen entstand aus dem ehemaligen Hotel des Stadtgründers Wilhelm Müller in den 1950er Jahren.
- Sternwarte mit Planetarium im Gymnasium Nordenham, Bahnhofstraße 52
- Stadtbücherei als Anbau von 1976 am Gymnasium
- Jugend- und Kulturzentrum seit 1983 nach Umbau der Jahnhalle Nordenham von 1912

### Bildung
2004 wurden wie in ganz Niedersachsen die Orientierungsstufen aufgelöst. Deren Gebäude stehen nun den weiterführenden Haupt- und Realschulen sowie dem Gymnasium Nordenham zur Verfügung. Außerdem verfügt Nordenham über eine Berufsschule sowie eine Volkshochschule.

### Religion

#### Christentum
- Evangelisch-Lutherische Kirche in Oldenburg:
  - Ev.-luth. Kirchengemeinde Abbehausen
  - Ev.-luth. Kirchengemeinde Blexen
  - Ev.-luth. Kirchengemeinde Esenshamm
  - Ev.-luth. Kirchengemeinde Nordenham
- Römisch-katholische Kirche:
  - Pfarrgemeinde St. Willehad
  - Pfarrgemeinde Herz-Jesu
- Orthodoxe Kirche:
  - Koptisch-orthodoxe Kirchengemeinde[44], An den Wurten 59
- Freikirchen:
  - Evangelisch-Freikirchliche Gemeinde (Baptisten) seit 1900 mit Kapelle von 1909.[45]
  - Christus-Gemeinde Nordenham (im Bund Freikirchlicher Pfingstgemeinden)[46]
- Weitere Religionsgemeinschaften mit christlichem Hintergrund:
  - Neuapostolische Kirche Wesermarsch seit 1926 mit Kirche von 1964 in der Adolf-Vinnen-Straße
  - Jehovas Zeugen

#### Islam
In Nordenham gibt es eine größere Gruppe von Muslimen überwiegend türkischer Herkunft, denen zwei Moscheen zur Ausübung ihres Glaubens dienen:
- DITIB Selimiye-Moschee in Nordenham
- IGMG Milli-Görus-Moschee in Einswarden

### Medien
Bürger-Radio und -Fernsehen bietet Radio Weser.TV an, der als Bürgerrundfunk-Sender aus dem Offenen Kanal Wesermündung hervorgegangen ist. Das Studio befindet sich im Rathausturm an der Walther-Rathenau-Straße.

### Presse
Das eigenständige Pressewesen begann in Nordenham bzw. Atens mit der Gründung der Butjadinger Zeitung. Unterhaltungs- und Anzeigeblatt für die Aemter Stollhamm u. Ovelgönne. Die erste Ausgabe erschien am 1. Juli 1876. Die Untertitel des Blatts wechselten in der Folgezeit, u. a. auch durch die Weiterführung eingestellter anderer Zeitungen bedingt:
1879 bis 1883: Zusatz … für das Amt Butjadingen
1883 bis 1902: ohne Untertitel
1902 bis 1910: Generalanzeiger für Butjadingen und Stadland
1910 bis 1913: Friesische Landeszeitung. Nordenhamer Tageblatt. General-Anzeiger (und) Neueste Nachrichten für …
1913 bis 1933: Friesische Landeszeitung. Nordenhamer Tageblatt. Oldenburgische Unterweser-Zeitung. Generalanzeiger und neuere Nachrichten für das gesamte oldenburgische Wesermarsch. und Industriegebiet (Amt Wesermarsch)
1934 bis 1939 im Untertitel: Nachrichtenblatt …
1939 wurde die Zeitung umbenannt in Butjadinger Zeitung (und) Der Weserbote. Oldenburg. Unterweser-Zeitung. Nachrichtenblatt für das oldenburgische Wesermarsch- und Industriegebiet (Landkreis Wesermarsch). Der neue Titel war bedingt durch Weiterführung der Zeitung Der Weserbote aus Brake, die 1939 eingestellt wurde. Bereits 1940 erfolgte ein erneuter Wechsel zu Der Weserbote. Oldenburg. Unterweser-Zeitung. Nachrichtenblatt für das oldenburgische Wesermarsch- und Industriegebiet (Landkreis Wesermarsch). Unter diesem Zeitpunkt wurde das Blatt bis zur letzten Ausgabe am 14. Mai 1945 weiter geführt.
Ab 1949 wurde das Blatt unter dem Titel Kreiszeitung Wesermarsch. Butjadinger Zeitung. Der Weserbote. Oldenburg. Unterweserzeitung neu ediert.
Die politische Tendenz war bis 1933 unabhängig und liberal. Bis 1892 wurde das Blatt in Atens, ab diesem Zeitpunkt in Nordenham beim „Verlag Wilhelm Böning“ gedruckt.
Von 1910 bis 1913 erschien in Nordenham die Friesische Landeszeitung als Tochterblatt der Nordwestdeutschen Zeitung in Bremerhaven. Die Friesische Landeszeitung wurde ab 1913 von der Butjadinger Zeitung weitergeführt.

Von 1914 und 1915 erschien als Feldpostzeitung in Nordenham Der Marschenbote, gedruckt der bei Karl Blanke.
Von 1945 und 1946 erschienen in Nordenham drei Nachrichtenblätter der amerikanischen Besatzungsmacht:
- 224th Roarer. 224th Field Artillery Battalion Information Bulletin. Als Herausgeber zeichnete zuerst F. E. Wallace, dann B. F. Hart; offenbar Offiziere der US-Army. Gedruckt wurde das Blatt bei Böning, Nordenham. Es erschien gleichzeitig in Bremerhaven.
- Cannoneer’s Post, Herausgeber waren offenbar die Offiziere der US-Army Raymond L. Bond, gefolgt von Jack Meisenholder. Das Blatt wurde ebenfalls bei Böning gedruckt.
- The Tally. Nordenham Ordnance (Base) Depot. Sie erschien vom 31. August 1945 bis zum 11. Oktober 1946. Herausgeber waren u. a. George La Porte, Phil. Thaw, R. B. Leydecker, Lou Esposito, George M. Harden, Curtis E. Perry, Karl H. Schon, Jos. H. Jansen. Verbreitungsgebiet war das Stationierungsgebiet Unterweser (Bremen Port Area). Auch dieses Blatt wurde bei Böning gedruckt.

Heute erscheinen in Nordenham die Kreiszeitung Wesermarsch sowie die Nordwest-Zeitung mit ihren jeweiligen Lokalteilen.

### Hilfsorganisationen
In Nordenham sind fünf Hilfsorganisationen ansässig:
- Deutsche Lebens-Rettungs-Gesellschaft (DLRG), Ortsgruppe Nordenham
- Freiwillige Feuerwehr Stadt Nordenham
- Technisches Hilfswerk (THW), Ortsverband Nordenham
- Deutsches Rotes Kreuz (DRK)
- Johanniter-Unfall-Hilfe (JUH), Ortsverband Nordenham

Alle fünf Organisationen beteiligen sich am Sozialfonds der Nordenhamer Hilfsorganisationen. Der Sozialfonds unterstützt bei Bedarf die Helfer der Organisationen und deren Familien im Falle von Einsatz- und Dienstunfällen.

## Persönlichkeiten

### Ehrenbürger
- Heinrich Müller (1919–2005), Politiker (SPD) und Mitglied des Bundestages

### Söhne und Töchter der Stadt
- Johann Wiegand Christian Erdmann (1764–1842), Großherzoglich-Oldenburgischer Hofrat
- Wilhelm Müller (1821–1899), Politiker
- Frieda Ritter (1853–1937), Malerin
- Gerhard Hellmers (1860–1944), Germanist, Pädagoge und Theaterkritiker
- Georg Müller vom Siel (1865–1939), Maler
- Emy Rogge (1866–1959), Malerin und Radiererin
- Franz Stickan (1887–1953), Reedereidirektor der DG Neptun
- Adolf Niesmann (1899–1990), Maler und Kunsterzieher
- Ernst Boyken (1900–1984), Architekt u. a. vom Rathaus, Rathausturm und Haus Esser
- Emil Brose (1901–1962), Maler
- Karl Hemme (1901–1970), Politiker
- Heinrich Besuden (1924–2019), Mathematikdidaktiker
- Egon Lorenz (1934–2019), Rechtswissenschaftler und Universitätsprofessor in Mannheim
- Klaus Dede (1935–2018), Journalist und Schriftsteller
- Kurt Bahlmann (1940–2025), Bildhauer und Maler
- Margitta Terborg (* 1941), Politikerin (SPD), Bürgermeisterin, 1980–1998 Mitglied des Bundestages
- Roy Uwe Ludwig Horn (1944–2020), Mitglied des Magierduos Siegfried und Roy
- Klaus B. Harms (1946–1999), Journalist und Publizist
- Jürgen Rieger (1946–2009), Rechtsanwalt und Politiker (NPD)
- Klaus Diedrich (* 1946), Gynäkologe und Geburtshelfer
- Wolfgang Erich Müller (* 1947), ev. Theologe und Hochschullehrer
- Holger Ortel (* 1951), Politiker (SPD) und seit 1998 Mitglied des Bundestages
- Paul Bödeker (* 1952), Politiker (CDU) und Abgeordneter der Bremischen Bürgerschaft
- Günter Diekmann (* 1954), Fußballspieler
- Ina Korter (* 1955), Politikerin (Grüne) und 2003–2014 Mitglied des Landtages von Niedersachsen
- Ekkehart Vetter (* 1956), ev. Theologe, Vorsitzender der Deutschen Evangelischen Allianz
- Patricia Schröder (1960), Schriftstellerin, vorwiegend Kinder- und Jugendliteratur
- Thomas Rechentin (* 1963), Verwaltungsjurist und politischer Beamter
- Dirk Flege (* 1965), Journalist und Politologe
- Birgit Herdejürgen (* 1965), Politikerin (SPD) und Mitglied des Landtages
- Andreas H. Schmachtl (* 1971), Kinderbuchautor und Illustrator
- Lars Freudenthal (* 1973), Journalist und Schriftsteller
- Natascha Manski (* 1973), Krimi-Autorin
- Jan Dettmers (* 1976), Psychologe
- Bianca Koch (* 1981), Opernsängerin
- Sesede Terziyan (* 1981), Schauspielerin
- Lea Dohm (* 1982), Psychologin, Psychotherapeutin, Autorin, Journalistin und Aktivistin
- Simon Zeimke (* 1983), Politiker (CDU)
- Tolga Ciğerci (* 1992), Fußballspieler
- Tolcay Ciğerci (* 1995), Fußballspieler
- Osman Atilgan (* 1999), Fußballspieler
- Tuana Mahmoud (* 2003), Fußballspielerin

### Personen aus der Stadt
- Otto Kloppmann (1902–1988), SS-Hauptscharführer (Oberfeldwebel) und Kriminalsekretär im KZ Majdanek und KZ Dachau, von 1954 bis 1962 bei der Schutzpolizei Nordenham als Polizeimeister
- Edwin Richard Lielienthal (1909–1994), Politiker (SPD) und Mitglied des Niedersächsischen Landtages
- Familie Tantzen besaß einen Hof in Heeringen
  - Ernst Tantzen (1857–1926), oldenburgischer Landtagspräsident
  - Richard Tantzen (1888–1966), Jurist, Verwaltungsbeamter und Politiker (FDP)
  - Theodor Tantzen der Ältere (1834–1893), Politiker
  - Theodor Tantzen der Jüngere (1877–1947), Politiker und Landwirt